# Hrabstwo Nassau (Nowy Jork)
Nassau – hrabstwo (ang. county) na wyspie Long Island w stanie Nowy Jork w USA. Populacja wynosi 1 334 544 mieszkańców (stan według spisu z 2000 r.).
Powierzchnia hrabstwa wynosi 1173 km². Gęstość zaludnienia wynosi 1798,5 osób/km².

## Miasta
- Glen Cove
- Hempstead
- Long Beach
- North Hempstead
- Oyster Bay

## Wioski
- Atlantic Beach
- Baxter Estates
- Bayville
- Bellerose
- Brookville
- Cedarhurst
- Centre Island
- Cove Neck
- East Hills
- East Rockaway
- East Williston
- Farmingdale
- Floral Park
- Flower Hill
- Freeport
- Garden City
- Great Neck
- Great Neck Estates
- Great Neck Plaza
- Hempstead
- Hewlett Bay Park
- Hewlett Harbor
- Hewlett Neck
- Island Park
- Kensington
- Kings Point
- Lake Success
- Lattingtown
- Laurel Hollow
- Lawrence
- Lynbrook
- Malverne
- Manorhaven
- Massapequa Park
- Matinecock
- Mill Neck
- Mineola
- Munsey Park
- Muttontown
- New Hyde Park
- North Hills
- Old Brookville
- Old Westbury
- Oyster Bay Cove
- Plandome
- Plandome Heights
- Plandome Manor
- Port Washington North
- Rockville Centre
- Roslyn
- Roslyn Estates
- Roslyn Harbor
- Russell Gardens
- Saddle Rock
- Sands Point
- Sea Cliff
- South Floral Park
- Stewart Manor
- Thomaston
- Upper Brookville
- Valley Stream
- Westbury
- Williston Park
- Woodsburgh

## CDP
- Albertson
- Baldwin
- Baldwin Harbor
- Barnum Island
- Bay Park
- Bellerose Terrace
- Bellmore
- Bethpage
- Carle Place
- East Atlantic Beach
- East Garden City
- East Massapequa
- East Meadow
- East Norwich
- Elmont
- Franklin Square
- Garden City Park
- Garden City South
- Glen Head
- Glenwood Landing
- Great Neck Gardens
- Greenvale
- Harbor Hills
- Harbor Isle
- Herricks
- Hewlett
- Hicksville
- Inwood
- Jericho
- Lakeview
- Levittown
- Lido Beach
- Locust Valley
- Manhasset
- Manhasset Hills
- Massapequa
- Merrick
- New Cassel
- North Lynbrook
- North Massapequa
- North Merrick
- North New Hyde Park
- North Valley Stream
- North Wantagh
- Oceanside
- Old Bethpage
- Oyster Bay
- Plainedge
- Plainview
- Point Lookout
- Port Washington
- Roosevelt
- Roslyn Heights
- Saddle Rock Estates
- Salisbury
- Seaford
- Searingtown
- South Farmingdale
- South Hempstead
- South Valley Stream
- Syosset
- Uniondale
- University Gardens
- Wantagh
- West Hempstead
- Woodbury
- Woodmere